# نیروگاه هسته‌ای تسوروگا
نیروگاه هسته‌ای تسوروگا (به لاتین: Tsuruga Nuclear Power Plant) یک نیروگاه هسته‌ای در ژاپن است که در تسوروگا، فوکوئی واقع شده‌است.